# Schwarzwaldglas

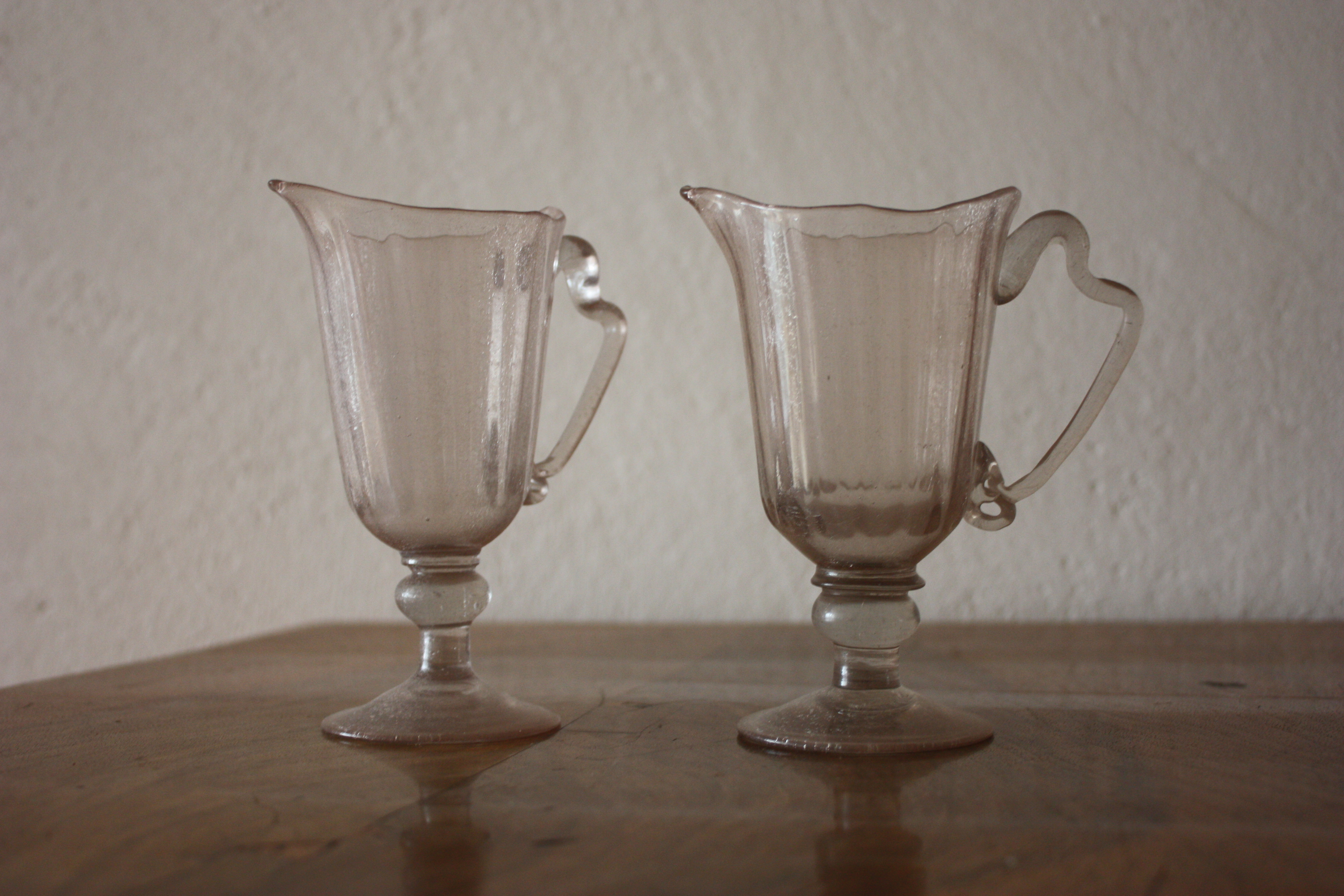
Zwei Messkännchen vermutlich aus dem Kapuzinerkloster Waldshut, Glashütte Äule um 1700, Glas mit Manganfärbung und Glasrost.

Als Schwarzwaldglas oder Schwarzwälder Glas bezeichnet man aus Glas hergestellte Produkte die aus dem Schwarzwald stammen, bevorzugt sind damit historische Glaswaren gemeint, im Besonderen Hohlglas. 1363 wird es in Schaffhausen als Walt glas genannt im Unterschied zu dem Venezianischen Glas. Es gibt eine moderne Glashütte mit Glasmachern und 2 gasbetriebene Glasöfen im Schwarzwald (Dorotheenhütte) die Glas machen.
Glasbläser gibt es einige im Schwarzwald.
Waldglashütten bestanden nicht nur im Schwarzwald und deren Produkte werden allgemein als Waldglas bezeichnet.

## Geschichte
Die Glasherstellung hat im Schwarzwald eine lange Tradition. Sie wird bereits im 12. Jahrhundert genannt: Glashütten bei Rickenbach 1257 und bei Bergalingen 1303. Weitere Glashütten im Südschwarzwald und Hotzenwald entstanden bei dem Kloster St. Blasien, wo der Ortsname Altglashütten und Glashütte (Bonndorf im Schwarzwald) noch von dem alten Glasmacherhandwerk zeugt. Das normalerweise grünliche Waldglas konnte hier früh schon durch eine Beimischung von Pyrolusit verhindert werden. Pyrolusit ist Bestandteil des Braunsteins der in Gruben des mittleren Schwarzwald bei Eisenbach (Hochschwarzwald) gefördert wurde, so war hier auch weißes Glas herstellbar.
Im Nordschwarzwald wird bei Göttelfingen im 12. Jahrhundert eine Glashütte genannt, der Name Glashäuserwald (Glasehusen) zeugt noch davon. Eine weitere alte Glashütte bestand am Schöllkopf bei Freudenstadt (1448). Im Nordschwarzwald sind zahlreiche ehemalige Glashüttenstandorte bekannt, so bei Achern (1885), Albtal (1707 im Besitz des Klosters Frauenalb), Baiertheim bei Karlsruhe (1806), Buhlbach (1758), Ettlingen (1650), Gaggenau (begründet von Anton Rindenschwender hier auch eine Gravierhütte) bei Herrenalb (1704), Herrenwies (1732), Lauf (1623), Mittelberg (1698), Moosbronn (1626), Schönmünzach (1733), Wittlensweiler (1521), Mitteleck Nordrach (1695).
Die Glashütten waren auf viel Holz angewiesen daher legte man sie bevorzugt inmitten großer Wälder an. Holzknechte bereiteten das Holz auf und Köhler verkohlten es in Meilern zu Holzkohle. Wichtig war das Vorkommen von Quarzsanden. Immer wenn der Wald aufgebraucht war, wurde ein neues Waldstück gerodet. Bei Blasiwald die Glassiedlung Muchenland (1597–1622) und Althütte (1622–1646). 1716 zogen die Glasmacher aus Blasiwald nach Äule, wo die Glashütte bis 1878 bestand. Glashütten bestanden unter anderem auch bei Gersbach und Todtmoos. Familien-, Flur-, Gewann- und Gewässernamen geben wichtige Hinweise auf die Arbeit der einstigen Glasmacher: Glashof, Glasbächle, Glashalde, Glaserbühl, Glaserkopf, Glasbachtal. usw. Der Verkauf erfolgte wie bei den Schwarzwalduhren in weite Entfernungen. Die Gläser wurden durch „Verleger“ aufgekauft oder bestellt und durch Glasträger vertrieben.

## Flühli-Glas
Von Windberg bei St. Blasien zogen 1723 drei Brüder, Josef, Peter und Michael, Söhne des Glasmeisters Samuel Siegwart und der Anna Schmidt von Daar nach Flühli in das Entlebuch und errichteten hier eine neue Glashütte. Im Entlebuch bestanden schon ab 1400 Glashütten, sicher belegt ist die bei Röthenbach im Emmental. Das damals produzierte Glas ist bei Sammlern bekannt als Flühli-Glas. Die Nachkommen begründeten die Glasi Hergiswil.

## Historisches Schwarzwaldglas
Historisches Glas aus dem Schwarzwald ist bereits seit dem 19. Jahrhundert ein begehrtes Sammelobjekt und fast nur noch in Museen zu bewundern. Schöne Sammlungen befinden sich im Franziskanermuseum Villingen-Schwenningen im Augustinermuseum Freiburg und im
Dreiländermuseum.

## Sagen und Märchen
Die Glasherstellung in abgelegenen Wäldern, die zudem der Geheimhaltung unterlag, brachte zahlreiche Sagen hervor. Am bekanntesten ist das von Wilhelm Hauff erzählte Märchen Das kalte Herz.